# Pandercetes malleator
Pandercetes malleator là một loài nhện trong họ Sparassidae.
Loài này thuộc chi Pandercetes. Pandercetes malleator được Tord Tamerlan Teodor Thorell miêu tả năm 1890.